# Air Asuk
Air Asuk is een bestuurslaag in het regentschap Kepulauan Anambas van de provincie Riouwarchipel, Indonesië. Air Asuk telt 1221 inwoners (volkstelling 2010).